# Buren (personen)
Buren is de verzamelnaam voor de personen die dicht bij iemand wonen, meestal in het huis er direct naast.
Als het om een man gaat, spreekt men over de buurman, bij een vrouw heeft men het over de buurvrouw. De buurvrouw wordt, vooral als men er vriendschappelijk mee omgaat ook wel buuf genoemd (Nederland). De prefix buur wordt ook gebruikt voor de buurkinderen, buurjongen en buurmeisje. Ook dieren kunnen het voorvoegsel krijgen (de buurkat).
Afhankelijk van de plaats waar de buren wonen wordt ook wel gesproken van
- Overburen (de buren aan de overkant van de straat, of (zelden) die naast de naaste buren)
- Achterburen (de buren die met de achtertuin aan elkaar grenzen)
- Bovenburen (de buren in een bovengelegen flat of appartement)
- Onderburen (de buren in een ondergelegen flat of appartement)

In het noorden en oosten van Nederland worden de buren de noabers genoemd. Dit woord is afgeleid van het woord naburen, de naaste buren (vergelijk het Engelse neighbours en het Duitse Nachbarn). In België kent het veldwetboek ook de termen 'nabuur' en 'nabuurschap' deze termen verwijzen naar eigenaars of bewoners van naburige onroerende goederen.

## Binnenvaart
In de binnenvaart wisselen de buren constant door aankomst en vertrek. Men kent vaak niet eens de naam van degene, die langszij schiet. Als het een aflosser is, heeft hij een andere naam dan die op het naambord van de eigenaar staat. De onder elkaar gebezigde aanspreektitel is daarom van oudsher: buurman of buurvrouw.

## Bekende fictieve buren
In de meeste gevallen zijn dit de buren van de antagonist in een fictiewerk
- Balthazar, de buurman van Dommel
- Buurman Bolderbast, de buurman van Donald Duck
- Buurman Bolle
- Buurman en Buurman
- Ned Flanders, de buurman van The Simpsons
- Leon Van Der Neffe, de buurman van De Kiekeboes
- Steve Urkel in Family Matters
- Mr. Wilson in Dennis the Menace
- Wilson Wilson, Jr. in Home Improvement
- Octo Tentakel, de buurman van SpongeBob SquarePants